# Winsor McCay, the Famous Cartoonist of the N.Y. Herald and His Moving Comics
Winsor McCay the Famous Cartoonist of the N.Y. Herald and His Moving Comics è un film del 1911 diretto da Winsor McCay e J. Stuart Blackton. Uno dei primi cortometraggi d'animazione, è noto anche col titolo Little Nemo per l'apparizione in esso dei personaggi dell'omonimo fumetto di McCay. La sua espressiva animazione dei personaggi distingue il film dagli esperimenti precedenti. La maggior parte del film è però composta da riprese in live action.
Prodotto dalla Vitagraph, il film fu distribuito nei cinema statunitensi l'8 aprile 1911, e quattro giorni dopo McCay iniziò ad usarlo come parte del suo vaudeville. Il suo successo lo spinse a colorare a mano ciascuno dei fotogrammi animati del film originale in bianco e nero, e a dedicare più tempo all'animazione realizzando corti come How a Mosquito Operates nel 1912 e il suo film più noto, Gertie the Dinosaur, nel 1914.
Il 30 settembre 1997 il film fu incluso nella raccolta DVD Animation Legend: Winsor McCay (uscita solo nell'America del Nord). Nel 2009 fu selezionato per la conservazione nel National Film Registry della Biblioteca del Congresso in quanto "culturalmente, storicamente o esteticamente significativo".

## Trama

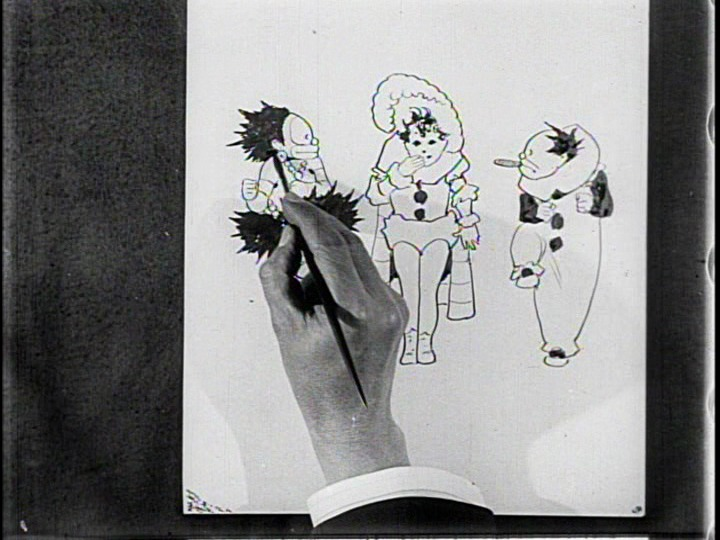
McCay mentre disegna in una scena del film

Il fumettista Winsor McCay si impegna davanti ai suoi amici in un club a creare quattromila disegni che saranno fotografati e trasformati in un film: i suoi amici, ridendo e credendolo un po' fuori di testa, accettano la scommessa. Il lavoro richiede un sacco di articoli per il disegno, e il vignettista deve anche superare alcuni contrattempi causati da un assistente, ma il lavoro è completato e tutti possono vedere l'immagine animata risultante, che mostra Little Nemo e altri personaggi dell'omonimo fumetto dello stesso McCay come Flip e Imp.

## Produzione
Ispirato dai flip-books che suo figlio Robert portava a casa, McCay "arrivò a vedere la possibilità di realizzare immagini in movimento" dei suoi fumetti. McCay, allora sulla quarantina, sosteneva di essere "il primo uomo al mondo a fare film d'animazione", ma aveva probabilmente familiarità con il lavoro precedente dell'americano J. Stuart Blackton e del francese Émile Cohl. Alla fine del 1910, McCay aveva realizzato i quattromila disegni per la parte animata del film. A ciascuno fu assegnato un numero di serie, e ognuno di essi fu marchiato negli angoli superiori per i crocini. I disegni furono montati su fogli di cartone per renderli più facili da gestire e fotografare. Prima di farli fotografare, McCay li testò su una macchina a manovella simile al mutoscopio da 61×30×51 centimetri per assicurarsi che l'animazione fosse fluida. Le fotografie vennero fatte alla Vitagraph sotto la supervisione di Blackton. La parte animata occupa circa quattro minuti della durata totale del film.

## Stile

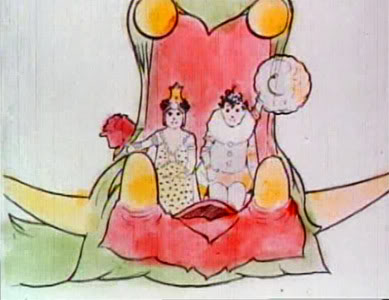
Una scena della parte animata del film, colorata a mano

I disegni di McCay sono nel fortemente delineato stile Art Nouveau familiare ai lettori dei suoi fumetti. La sua espressiva animazione dei personaggi differenziava il film da quelli di Blackton e Cohl. Non ci sono sfondi, che furono usati da McCay per la prima volta tre anni dopo in Gertie the Dinosaur. McCay dimostrò la sua padronanza della prospettiva lineare in scene come quella in cui il drago scompare fluidamente in lontananza.

## Accoglienza
Winsor McCay, the Famous Cartoonist of the N.Y. Herald and His Moving Comics divenne popolare tra il pubblico e ricevette recensioni positive. La rivista cinematografica The Moving Picture World lo definì "un mirabile lavoro (...) uno di quei film che hanno un patrimonio di pubblicità naturale nella grande ed ampia popolarità del loro soggetto – Little Nemo è conosciuto ovunque". The Morning Telegraph definì il nuovo spettacolo di vaudeville di McCay "uno sforzo persino migliore di quello precedente", e mise McCay sulla sua "lista blu" del vaudeville degli "attori e spettacoli con la valutazione più alta". Nel 1938 l'architetto Claude Bragdon ricordò l'emozione che provò quando vide il film, dicendo che "aveva assistito alla nascita di una nuova arte". Lo storico dell'animazione Giannalberto Bendazzi ha visto la serie di immagini in trasformazione nel segmento senza trama di Little Nemo come una mera dimostrazione delle potenzialità del medium dell'animazione, scrivendo che McCay superò questo palese sperimentalismo in How a Mosquito Operates.